# Орловка (Білозерський район)
Орло́вка (рос. Орловка) — присілок у складі Білозерського району Курганської області, Росія. Входить до складу Світлодольської сільської ради.
Колишня назва — Світла.
Населення — 82 особи (2010, 169 у 2002).